# Otoplanella baltica
Otoplanella baltica är en plattmaskart som först beskrevs av Meixner 1938, och fick sitt nu gällande namn av Ax 1955. Otoplanella baltica ingår i släktet Otoplanella och familjen Otoplanidae. Inga underarter finns listade i Catalogue of Life.